# 532 Herculina
532 Herculina este un asteroid din centura principală, descoperit pe 20 aprilie 1904, de Max Wolf.